# Теорема Шаля
Теорема Шаля — будь-яке переміщення площини є або паралельним перенесенням, або поворотом, або осьовою симетрією, або переносною симетрією.

## Площина
Будь-який рух площини, що зберігає орієнтацію, являє собою або поворот (зокрема, центральну симетрію, а також тотожне відображення), або паралельне перенесення.
Будь-який рух площини, що змінює орієнтацію, є осьовою або ковзною симетрією.

## Простір
Будь-який рух простору, що зберігає орієнтацію, є ковзним поворотом.
Будь-який рух простору, що змінює орієнтацію, є композицією дзеркальної симетрії і ковзного повороту.

## Доказ
Основні ідеї доказу: Будь-який рух однозначно задається трьома різними точками та його образами.
Будь-який рух представимо у вигляді композиції не більше трьох осьових симетрій.
Перебір варіантів: рух представимо у вигляді композиції однієї, двох або трьох осьових симетрій.

## Інші розміри та поля
Теорема Картана — Дьєдонне виражає подібну ідею в розмірах, відмінних від трьох.